# Jurišna puška
Jurišna puška (tudi avtomatska puška) je avtomatska puška, ki uporablja naboj srednje moči (npr. 7,62x39 ali 5,56x45 NATO). Predstavlja ključni del moderne pehotne oborožitve. Naboji jurišnih pušk so močnejši od pištolskih in šibkejši od tistih, ki jih uporabljajo bojne puške. Med najbolj znane jurišne puške sodita ameriška M16 in sovjetska AK-47.
Med jurišne puške ne uvrščamo civilnih različic brez možnosti avtomatskega ognja, ki so nastale na podlagi nekaterih vojaških jurišnih pušk.

## Seznam jurišnih pušk
- seznam jurišnih pušk druge svetovne vojne